# 서울대학교 중앙도서관
서울대학교 중앙도서관(Seoul National University Library)은 서울대학교의 본부직할 부속시설로서 1946년 서울대학교가 개교하면서 경성대학의 건물과 서적을 이어받아 개관하였다. 1949년 도서관 명칭을 국립서울대학교중앙도서관에서 서울대학교 부속도서관으로 변경하였다. 1975년 1월 본관을 관악캠퍼스로 옮기면서 도서관 명칭을 서울대학교 도서관으로 변경하였고, 1992년 다시 서울대학교 중앙도서관으로 변경하였다.

## 역사
개교 당시 각 단과대학별로 존재하던 분관이 1966년 서울대학교 부속도서관 분관규정을 만들어 시행함에 따라 공학, 교육, 문리, 미술, 법률, 상경, 약학, 음악, 의학, 치의학, 행정, 농학도서관으로 구성된 12개 분관으로 체계화되었다. 그리고 2년 후인 1968년에는 신문도서관, 교양도서관이 추가로 설치되어 총 14개 분관이 되었다. 그러나 1975년 본관을 관악캠퍼스로 옮기면서 교육, 문리, 법률, 상경, 행정, 신문, 교양, 약학도서관이 본관에 통합되었다. 이듬해 미술, 음악도서관도 본관에 통합되었고, 치의학도서관은 의학도서관과 통합하여 의학도서관이 되었다. 1979년 공학도서관도 본관에 통합됨으로써 농학, 의학도서관만 분관으로 남았다. 1983년 동문의 재원을 바탕으로 법학도서관이 설치되었고, 1992년 규장각이 서울대학교 부속 독립 기관으로 도서관에서 분리되었다. 1991년 단암 이필석의 기금과 설비 기증으로 설립된 비법정도서관인 단암도서관이 1993년 경영도서관으로 법정화되어 분관이 되었고, 1995년 사회과학과 치의학도서관, 2006년 국제학도서관이 본관에서 분리되었다. 수원캠퍼스에 있던 농업생명과학대학이 관악캠퍼스로 이전함에 따라 2005년 농학도서관도 수원캠퍼스에서 관악캠퍼스로 이전하였다. 2015년 2월 관정관이 신축됨에 따라 2021년 기준 서울대학교 중앙도서관은 본관, 관정관 및 9개의 분관(사회과학도서관, 경영학도서관, 농학도서관, 법학도서관, 의학도서관, 치의학도서관, 국제학도서관, 수의학도서관, 음악도서관)으로 나뉘어 운영되고 있다.
현 관장은 홍성걸 공과대학 건축학과 교수로 2015년 취임하였다. 중앙도서관은 관악캠퍼스 62동으로 대학본부 뒤쪽에 자리잡고 있다. 500만여 책의 단행본 자료와 10만여 종의 학술지와 전자저널, 20만여 점의 비도서 자료를 소장하고 있는 서울대학교 중앙도서관은 국내 대학도서관 중 최대의 장서를 소장하고 있을 뿐만 아니라 2015년 2월 관정관의 신축으로 최대 규모인 57,751m2의 시설을 갖추게 되었다.

## 같이 보기
- 서울대학교
- 서울대학교 관정도서관
- 서울대학교 미술관